# Andrzej Bieńko
Andrzej Bieńko (ur. 8 grudnia 1990) – polski siatkarz, grający na pozycji libero. Od sezonu 2017/2018 jest zawodnikiem Avii Świdnik.